# Markus Blutsch
Markus Blutsch (sinh 1 tháng 6 năm 1995) là một cầu thủ bóng đá Áo thi đấu cho FC Blau-Weiß Linz.